# شش راه برای یکشنبه
شش راه برای یکشنبه (به انگلیسی: Six Ways to Sunday) فیلمی جنایی-درام آمریکایی محصول سال ۱۹۹۷ با عناصری از کمدی به کارگردانی آدام برنشتاین است. این فیلم بر اساس رمان تصویر مرد جوانی در حال غرق شدن نوشته چارلز پری ساخته شده‌است.

## بازیگران
- نورمن ریدس در نقش هارولد
- دبی هری در نقش کیت، مادر سلطه‌گر هارولد،
- آدرین برودی در نقش آرنی، دوست گانگستر هارولد
- کلارک گرگ در نقش پلیسی که هارولد را بازجویی می‌کند
- آیزاک هیز در نقش پلیس دیگری که هارولد را بازجویی می‌کند
- الینا لوونسن در نقش آیریس، معشوقه هارولد
- جری ادلر در نقش لوئیس وارگا، رئیس مافیا
- آنا تامسون در نقش آنیبل، یک فاحشه (در نقش آنا تامسون)
- پیتر اپل در نقش ابی پینکوایز، مربی هری
- هولتر گراهام در نقش مدن
- دیوید راس در نقش اراذل و اوباش